# Steatomys jacksoni
Steatomys jacksoni là một loài động vật có vú trong họ Nesomyidae, bộ Gặm nhấm. Loài này được Hayman mô tả năm 1935.